# Вилла, Зак
Зак Вилла (англ. Zach Villa; род. 17 марта 1986) — американский актёр и музыкант, наиболее известный по роли серийного убийцы Ричарда Рамиреса в сериале «Американская история ужасов: 1984».

## Карьера
С июня 2017 года Вилла является ведущим вокалистом и гитаристом группы Sorry Kyle.

## Личная жизнь
В январе 2017 года Вилла и его коллега по группе Rebel and a Basketcase Эван Рейчел Вуд объявили, что они помолвлены. Однако в сентябре 2017 года они отменили помолвку.

## Фильмография

### Телевидение
| Год  | Русское название                  | Оригинальное название       | Роль                    | Примечание                            |
| ---- | --------------------------------- | --------------------------- | ----------------------- | ------------------------------------- |
| 2011 | Спецагент Арчер                   | Archer                      | Бишоп (озвучка)         | Эпизод 5, сезон 2: «The Double Deuce» |
| 2013 | Морская полиция: Лос-Анджелес     | NCIS: Los Angeles           | Хавьер Рамос            | Эпизод 21, сезон 4: «Resurrection»    |
| 2016 | Приграничный городок              | Bordertown                  | Карлос Санчес (озвучка) | 8 эпизодов                            |
| 2017 |                                   | Dan is Dead                 | Дашил Лоумен            | 8 эпизодов                            |
| 2018 | Пространство                      | The Expanse                 | Манэо                   | Эпизод 7, сезон 3: «Delta-V»          |
| 2019 | Бесстыдники                       | Shameless                   | Дакс                    | 3 episodes                            |
| 2019 | Американская история ужасов: 1984 | American Horror Story: 1984 | Ричард Рамирес          | 9 эпизодов                            |

### Кино
| Год  | Русское название       | Оригинальное название | Роль    | Примечание      |
| ---- | ---------------------- | --------------------- | ------- | --------------- |
| 2014 |                        | Jesus Year            | Фил     | Короткометражка |
| 2015 | Липкий мед             | Honeyglue             | Джордан |                 |
| 2016 | Боксер-марионетка      | Cardboard Boxer       | Тайлер  |                 |
| 2017 |                        | A Break in White      | 5       | Короткометражка |
| 2018 | Время возмездия        | Destroyer             | Артуро  |                 |
| 2019 | Как вам это понравится | As You Like It        | Орландо |                 |
| 2022 | Доброго траура         | Good Mourning         | Энджел  |                 |
| 2022 | Месть                  | Vengeance             | Санчоло |                 |

### Видеоигры
| Год  | Название                        | Роль                                                                               |
| ---- | ------------------------------- | ---------------------------------------------------------------------------------- |
| 2016 | Batman: The Telltale Series     | Полицейский / наркоторговец / репортёр / головорез / босс головорезов / Бар Патрон |
| 2019 | Final Fantasy XV: Episode Ardyn | Сомнус Люцис Келум                                                                 |